# Batis (djur)
Batis är ett släkte fåglar av flikögon som liksom övriga medlemmar i familjen förekommer i Afrika söder om Sahara. Släktet består av 20 arter:
- Epålettbatis (Batis margaritae)
- Skogsbatis (Batis mixta)
- Iringabatis (Batis crypta)
- Ruwenzoribatis (Batis diops)
- Kapbatis (Batis capensis)
- Malawibatis (Batis dimorpha)
- Brunbröstad batis (Batis fratrum)
- Strupfläcksbatis (Batis molitor)
- Moçambiquebatis (Batis soror)
- Priritbatis (Batis pririt)
- Savannbatis (Batis senegalensis)
- Akaciabatis (Batis orientalis)
- Svartkronad batis (Batis erlangeri)
- Sotkronad batis (Batis minor)
- Dvärgbatis (Batis perkeo)
- Gabonbatis (Batis minima)
- Ituribatis (Batis ituriensis)
- Biokobatis (Batis poensis)
- Västafrikansk batis (Batis occulta)
- Kongobatis (Batis minulla)